# جورآمیزی
جورآمیزی (به انگلیسی: Assortative mating, assortative pairing) هنگامی رخ می‌دهد که موجود زنده‌ای که تولیدمثل جنسی دارد، به دنبال جفتی می‌گردد که متشابه خود (جورآمیزی مثبت) یا برعکس به دنبال نامتشابه به خود بگردد (جورآمیزی منفی). در تکامل، این دو گونهٔ جورآمیزی تاثیرهایی بر افزایش یا کاهش دامنه تغییرپذیری یا اختلاف خصیصه‌ای در زمانی که جورآمیزی از طریق خصیصه‌های ژنتیکی به ارث می‌رسند، می‌گذارد. از این رو جورآمیزی مثبت، منجر به اثبات انتخاب طبیعی و جورآمیزی منفی منجر به نفاق در این نظریه می‌شود. این امر توسط بارورسازی گزینشی در گیاهان نیز قابل اثبات است.